# 戰慄情人不設防
《戰慄情人不設防》（G. Defend）是森本秀的BL類型日本漫畫作品，冬水社出版，目前單行本有1-59集，台灣中文版由尚禾文化代理。

## 故事背景
時間與地點在未來的日本東京，主要角色皆為國會議事堂警備隊隊員。當時的國會議事堂經常發生恐怖攻擊，首當其衝的警備隊隊長自然肩負極大的壓力及危險。

## 主要角色
主要配對有：岩瀨x石川、西協x橋爪、岸谷x池上、本木x野田、阪口x牧山、古雷x江角、淺野x庫羅吾、亞雷克x馬丁、真矢x宇崎等。

### 石川 悠
入隊年份：2018
現任職位：國會警備隊隊長
原屬班類：室管理班
家人：父親(前國會議員)、兩名弟弟(石川晉、石川登)
生日：4/24
星座：金牛座
背景：
父親為日本國會議員，其後於國會恐怖攻擊行動中受波及死亡，是次意外成為石川悠加入國會警備隊(JDG)的契機。在訓練校時表現優異，但因封閉心靈而不願與他人相處和合作，其後在西協、宇崎等幫助下終打開心扉，共同為成為警備隊員而努力。為了減少因恐怖活動而出現的死傷者，立志將JDG改革成擁有團體精神的隊伍。
於訓練校畢業後加入室管理班，其後被選為城教官(後稱隊長)輔助官。2020年與城教官捲入一宗恐怖攻擊事件，城教官身亡，石川悠因此被選為臨時教官，至今已就任3年，成為隊中的精神支柱。由於其深受前任之城教官影響，推崇和隊員打成一片的領導方式，加上其平易近人的性格，深受隊員的愛戴，甚至被同期友人戲稱是擁有「天然魔性」的人。

### 岩瀨基壽
2021 年入隊，教官/隊長的 SP。原本在洛杉磯擔任重量級人物的 SP，某次偶然見到石川之後一見鍾情，因而自行請調至當時尚不安定的 JDG，硬是把自己塞給排斥肉盾的石川。對石川總是像之大型犬一樣地撒嬌，又因為 SP 的職務，總是守護著石川，所以被稱作「看門犬」(同期的亞雷克則為戰鬥犬)。

### 西協巽
2018 年入隊，屬外警班，第一年即當上外警班長的優秀人物，標準腹黑型人物，很怕冷，有很強的情報蒐集以及指揮應變能力。喜歡捉弄戀人橋爪醫師，佔有欲很強。

### 橋爪紫乃
2020 年開始專門在 JDG 工作的內科醫師，初時蓄著長髮，後來因為被鐵絲勾到惱羞剪掉。身材纖細力氣卻很大，看似柔弱但意志堅強不容易受騙，擅長槍法。

### 亞雷克‧阪本
日裔美籍的開發班班長，原先在洛杉磯工作，曾到 JDG 研修，2021 年正式調至 JDG 開發班。一頭烏黑長髮披到腰間，髮型多變，喜歡奇裝異服戴眼鏡，外型和個性都像搞笑藝人。雖然看起來迷迷糊糊但是個發明狂。和岩瀨從小就是好友，兩人對打切磋超過五百次，被稱作「戰鬥犬」。雖然常常一臉呆樣，但是個性非常親切幽默，容易交朋友也很懂得鼓勵與安慰人，也是諸多活動的靈魂人物。雖然屬開發班，但是出狀況時很喜歡拿著自己新做的「玩具」去支援，博擊能力優越。

### 城皇親
2022年入隊，屬電腦班，但是常常跟亞雷克不務正業，在有狀況時跑去外警班支援。，第七代城教官的兒子，曾在英國留學，父親死後才起了進入 JDG 的念頭。一開始對取代父親的石川很不能諒解，認為父親的死石川難辭其咎，但是在看到團隊的努力之後，漸漸認同自己所處的這個環境。將亞雷克當作是哥哥一樣尊敬，時常黏著他。

### 池上潤
2019 年入隊，屬外警班。甫入隊就因為嚴重挑食而被當時已經任職料理班長的岸谷注意，之後兩人產生感情而在一起。2021 年在執行勤務時重傷，使得岸谷緊張很久。個性溫和，指揮能力強但不喜歡出頭，總是做好份內的事。

### 岸谷鷹夜
原先在洛杉磯擔任警備工作，2013 年轉調 JDG。2017 年於恐怖攻擊中眼睛受傷，因不定時暫時性失明而退休，轉任料理班長。幫助池上克服挑食的毛病，不知不覺中產生感情，卻擔心將池上當作死去部下松阪的替身而裹足不前。池上受重傷時回想到松阪，十分痛苦。

### 宇崎萬尋
2018 年入隊，與石川同期，開發班副班長，左撇子，槍法很好。心地善良而溫和的幕後功臣型人物，總是十分體貼，細心地注意到旁人沒注意到的事物，並且默默地幫助他人。只有遇到真矢的時候會表現出不同於平常和氣的兇狠面貌。

### 真矢緋琉
2019年入隊，屬整備班。做事和待人處事的態度都很成熟，偶而才會表現出脾氣不好的一面。面對宇崎的時候，卻一點脾氣都沒有，只有宇崎兇他的份。

### 比莉‧布魯克斯
身高高達180cm 的女性研修員，來自洛杉磯，屬爆彈班，博擊能力很強。個性大方爽朗，常常被認成男性卻一點都不介意，男友諾亞.福特是洛杉磯當地刑警。

### 本木物伍
2021年入隊，屬外警班。個性像太陽一樣坦率有活力，有點冒失，原本的志向是成為足球選手。初時很嚮往石川，仇視岩瀨，但之後逐漸肯定這兩人的組合。

### 野田由彌
2020年入隊，屬電腦班。個性害羞文靜，和哥哥一樣戴著眼鏡，從小學就開始暗戀本木。

### 庫羅吾
2018年入隊，黝黑皮膚的爆彈班副班長，與石川等人同期，性好甜食和捉弄他人。在蛋糕店結交了淺野，並將其推薦入料理班。

## 漫畫
| 集數     | ISBN          |
| 第一集   | 4-88741-019-0 |
| 第二集   | 4-88741-020-4 |
| 第三集   | 4-88741-021-2 |
| 第四集   | 4-88741-022-0 |
| 第五集   | 4-88741-023-9 |
| 第六集   | 4-88741-024-7 |
| 第七集   | 4-88741-025-5 |
| 第八集   | 4-88741-072-7 |
| 第九集   | 4-88741-084-0 |
| 第十集   | 4-88741-429-3 |
| 第十一集 | 4-88741-442-0 |
| 第十二集 | 4-88741-462-5 |